# Битлеск
Битлеск (англ. «Beatlesque» [/ˌbiːtəlˈɛsk/] или «Beatles-esque»; буквально — «битлообразный») — термин, описывающий музыкальное сходство с английской рок-группой The Beatles. Термин не имеет чётких отличительных факторов и применяется к широкому кругу различных исполнителей.

## Отличительные факторы
Чтобы лучше объяснить значение термина, были сформулированы восемь определяющих признаков; за авторством радиопродюсера Кевина Хоулетта, профессора музыки Роба Боумана и барабанщика Терри Дрейпера из группы Klaatu:
- звучание фортепианных кластеров в стиле песни «Penny Lane» (также можно услышать в композициях «Getting Better» и «With a Little Help from My Friends»);
- «мощное окончание», наподобие песни «It’s All Too Much»;
- навеянные блюграссом близкие гармонии[англ.], тяга к четвертным интервалам[англ.];
- виолончели в духе песни «I Am the Walrus»;
- стилистический контраст, наподобие того, что был между Ленноном и Маккартни;
- барабанщик левша играет на праворучной ударной установке; отсылка к привычке Ринго Старра играть на праворучной аппаратуре несмотря на то, что он является левшой;
- когда публика считает, что группа продолжает традиции The Beatles, как это было в случае с Klaatu;
- подобие зарекомендовавшего себя звучания The Beatles, которое само по себе ничего не представляет («копия проигрывает оригиналу»)[1].

Джек Сакамото из «Торонто стар» так прокомментировал этот термин: «[У некоторых людей] понятие [„Битлообразного“] звука включает всех — от Panic! at the Disco до Билли Джоэла и группы Red Hot Chili Peppers. С такими музыкальными ориентирами вызывает сомнение, могут ли сами The Beatles претендовать на термин, который породила их музыка». В свою очередь Скотт Фрейман из Culture Sonar утверждал, что любой, к кому можно было бы применить термин «битлеск», «должен представлять собой группу, а не являться сольным исполнителем, либо автором песен с приглашённым аккомпанементом … [также эта группа должна иметь] нескольких авторов и нескольких вокалистов».
В статье для журнала Rolling Stone 2017 года, музыкальный критик Роб Шеффилд назвал Пола Маккартни «битлом», чей характер лучше всего соответствует термину «битлообразный», подчеркнув: «Если вам не нравятся The Beatles, это потому, что вам не нравится Пол. Если вы любите их, несмотря на их недостатки, вы подразумеваете недостатки Пола…».

## Исполнители, к которым применялся термин
- Badfinger[1][2] — первыми артистами, подписавшими контракт с лейблом The Beatles Apple Records была группа Badfinger. Их песни «Come and Get It» (1969), «No Matter What» (1970) и «Day After Day» (1971) были спродюсированы Маккартни, гастрольным менеджером «Битлов» Мэлом Эвансом и гитаристом коллектива — Джорджем Харрисоном.
- Big Star[2][4] — хотя в 1970-х эта американская группа получила признание критиков за материал, навеянный музыкой The Beatles, карьера коллектива оказалась скоротечной. Впоследствии группа обрела культовый статус, а её записи отмечались в ретроспективных обзорах авторитетных музыкальных изданий, несмотря на отсутствие коммерческого успеха[5].
- The Byrds[6][7] — иногда характеризуются как «американские The Beatles»[2]. Несмотря на то, что их долгосрочное влияние оказалось сопоставимым с влиянием «Битлз» с точки зрения звучания и стиля, The Byrds были не сопоставимы по продажам со своими ливерпульскими современниками[8].
- Cheap Trick[2][9] — тоже получили ярлык «американских The Beatles»[9]. Помимо этого, альбом группы All Shook Up[англ.] (1980) был спродюсирован Джорджем Мартином, который сотрудничал с The Beatles на протяжении их карьеры. Cheap Trick неоднократно исполняли песни битлов на своих концертах, что, в итоге, вылилось в запись посвященного этому альбома — Sgt. Pepper Live[англ.] (2009)[10].
- Electric Light Orchestra[1][2][4] — созданная с явным намерением «продолжить дело „Битлз“», эта группа оказалась одним из немногих «битлообразных» коллективов, добившихся стабильного коммерческого успеха. Кроме того, в конце 1980-х фронтмен ансамбля, Джефф Линн, начал музыкальное сотрудничество с Джорджем Харрисоном, что привело к тому, что он поучаствовал в нескольких проектах, связанных с The Beatles[англ.]. В начале 1970-х годов Джон Леннон похвалил ELO, назвав группу «отпрысками The Beatles», и назвал их песню «Showdown» одной из своих любимых[4].
- Гарри Нилсон — на пресс-конференции 1968 года участников The Beatles спросили, какая их любимая американская группа, и они ответили: «Нилсон». Также известный как «американский битл»,[11] он был близким другом Джона Леннона и Ринго Старра.
- Klaatu[1] — согласно ложным слухам, это были сами The Beatles[12], сформировавшие новую группу[1]. В некоторых СМИ коллектив получил прозвище «канадские „Битлз“»[13].
- Oasis[1][2][14] — британская пресса называла «одержимостью» отголоски музыки The Beatles в творчестве этой группы[15]. В период существования ансамбля, с 1991 по 2009 годы, его оглушительный успех, с точки зрения культурного и социального охвата, привёл к тому, что Oasis стал считаться, по мнению ряда СМИ, самой популярной группой со времён The Beatles[2].
- Panic! at the Disco[16][17] — термин применялся в отношении альбома Pretty. Odd. Считается, что его звучание очень похоже на The Beatles, в особенности композиция «Nine in the Afternoon»[18][19].
- Squeeze[2] — пресса довольно часто сравнивала тандем британских рок-музыкантов Криса Диффорда[англ.] и Гленна Тилбрука[англ.] с дуэтом Леннона и Маккартни[20].

#### Прочие исполнители
- Bee Gees (ранний период)[21][22]
- Крис Хиллман[23]
- Fountains of Wayne[2]
- The Knack[2]
- The La's[24][25]
- Los Shakers[англ.][26]
- Pezband[англ.][27]
- The Smithereens[англ.][28]
- XTC[2][29]